# Premis Gaudí de 2013

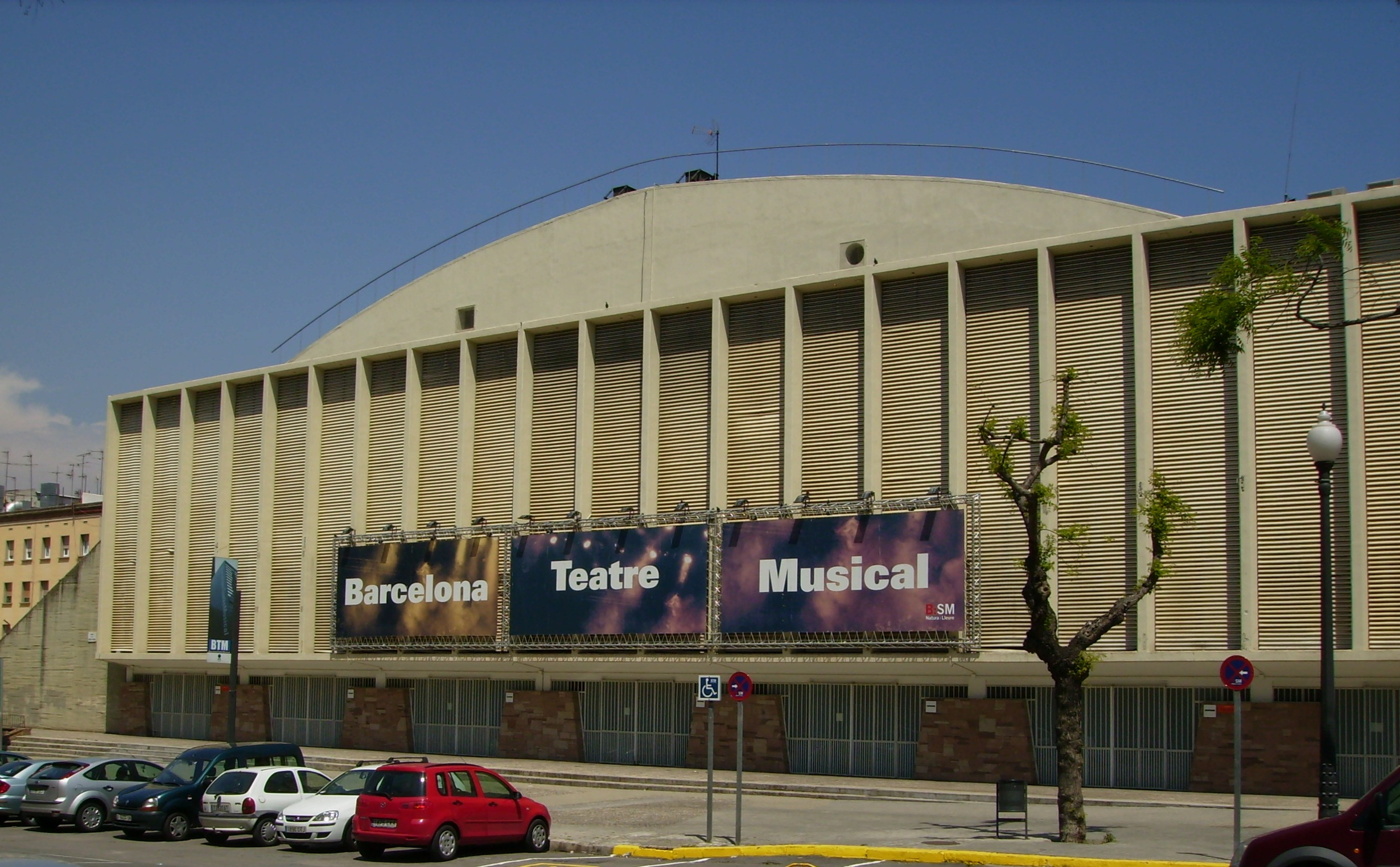
Façana del Barcelona Teatre Musical

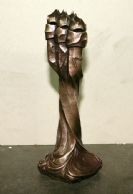
Trofeu dels premis

La cinquena edició dels Premis Gaudí es va celebrar el 3 de febrer de 2013 i van ser lliurats per l'Acadèmia del Cinema Català en una cerimònia presentada per Andreu Buenafuente.
Les pel·lícules més nominades van ser Blancaneu i El bosc, amb 12 i 11 nominacions respectivament.
La pel·lícula més premiada va ser The Impossible (6 estatuetes), que es va imposar en totes les categories en què estava nominada. La seguiren Blancaneu (4 premis) i Una pistola a cada mà (també 4). Encara que els premis van quedar molt repartits, Fènix 11·23 i REC 3: Gènesi van marxar amb les mans buides. El premi honorífic va ésser per l'actriu Montserrat Carulla i Ventura.

## Candidatures
Als V Premis Gaudí van ésser candidats, per categories, 51 llargmetratges (entre pel·lícules en llengua catalana, no catalana i europees), 15 pel·lícules per a televisió, 10 pel·lícules documentals (que es reduïren a 9 després de la retirada de Pepe & Rubianes), 3 pel·lícules d'animació i 10 curtmetratges.

## Nominacions
El dia 7 de gener de 2013 els actors Santi Millán i Leticia Dolera van anunciar les pel·lícules finalistes de cada categoria. Les pel·lícules més nominades van ésser Blancaneu (12 nominacions), El bosc (11), Els nens salvatges (8), Fènix 11·23 (7), Una pistola a cada mà, REC 3: Gènesi i The Impossible (6) i Les aventures de Tadeu Jones i The Pelayos (4).

## Palmarès i nominacions

### Gaudí d'Honor
- Montserrat Carulla i Ventura[4]

### Millor pel·lícula en llengua catalana
| Pel·lícula         | Direcció               | Resultat   |
| ------------------ | ---------------------- | ---------- |
| Blancaneu          | Pablo Berger           | Guanyadora |
| El bosc            | Óscar Aibar            | Nominada   |
| Els nens salvatges | Patricia Ferreira      | Nominada   |
| Fènix 11·23        | Joel Joan i Sergi Lara | Nominada   |

### Millor pel·lícula en llengua no catalana
| Pel·lícula            | Direcció       | Resultat   |
| --------------------- | -------------- | ---------- |
| Una pistola a cada mà | Cesc Gay       | Guanyadora |
| REC 3: Gènesi         | Paco Plaza     | Nominada   |
| Llums vermells        | Rodrigo Cortés | Nominada   |
| The Pelayos           | Eduard Cortés  | Nominada   |

### Millor direcció
| Director               | Pel·lícula            | Resultat  |
| ---------------------- | --------------------- | --------- |
| Juan Antonio Bayona    | The Impossible        | Guanyador |
| Pablo Berger           | Blancaneu             | Nominat   |
| Cesc Gay               | Una pistola a cada mà | Nominat   |
| Joel Joan i Sergi Lara | Fènix 11·23           | Nominats  |

### Millor documental
| Pel·lícula                         | Direcció                   | Resultat   |
| ---------------------------------- | -------------------------- | ---------- |
| Jordi Dauder, la revolució pendent | Antoni Verdaguer           | Guanyadora |
| Al fossat                          | Ricardo Íscar              | Nominada   |
| Hollywood Talkies                  | Òscar Pérez i Mia De Ribot | Nominada   |
| Volar                              | Carla Subirana             | Nominada   |
| Pepe & Rubianes                    | Manuel Huerga              | Retirada   |

La pel·lícula Volar no va ésser seleccionada inicialment per aquest premi, ho va ésser Pepe & Rubianes. La productora d'aquesta pel·lícula va demanar no participar en aquesta categoria, i va ésser substituïda per l'obra de Carla Subirana.

### Millor pel·lícula d'animació
| Pel·lícula                          | Direcció                      | Resultat   |
| ----------------------------------- | ----------------------------- | ---------- |
| Les aventures de Tadeu Jones        | Enrique Gato                  | Guanyadora |
| Els cadells i el codi de Marco Polo | Sergio Manfio                 | Nominada   |
| Papa, sóc una zombi                 | Joan Espinach i Ricardo Ramón | Nominada   |

### Millor pel·lícula per televisió
| Pel·lícula     | Direcció       | Resultat   |
| -------------- | -------------- | ---------- |
| Tornarem       | Felip Solé     | Guanyadora |
| Atrapats       | Miguel Puertas | Nominada   |
| Germanes       | Carol López    | Nominada   |
| Mar de plàstic | Sílvia Munt    | Nominada   |

### Millor pel·lícula europea
| Pel·lícula     | Direcció                        | Resultat   |
| -------------- | ------------------------------- | ---------- |
| The Impossible | Juan Antonio Bayona             | Guanyadora |
| A la casa      | François Ozon                   | Nominada   |
| Le Havre       | Aki Kaurismäki                  | Nominada   |
| Intocable      | Olivier Nakache i Éric Toledano | Nominada   |

### Millor guió
| Guionista                          | Pel·lícula            | Resultat   |
| ---------------------------------- | --------------------- | ---------- |
| Tomàs Aragay i Cesc Gay            | Una pistola a cada mà | Guanyadors |
| Pablo Berger                       | Blancaneu             | Nominat    |
| Patricia Ferreira i Virginia Yagüe | Els nens salvatges    | Nominats   |
| Albert Sánchez Piñol               | El bosc               | Nominat    |

### Millor actriu principal
| Actriu        | Pel·lícula         | Resultat   |
| ------------- | ------------------ | ---------- |
| Maria Molins  | El bosc            | Guanyadora |
| Marina Comas  | Els nens salvatges | Nominada   |
| Ángela Molina | Blancaneu          | Nominada   |
| Maribel Verdú | Blancaneu          | Nominada   |

### Millor actor principal
| Actor           | Pel·lícula         | Resultat  |
| --------------- | ------------------ | --------- |
| Àlex Monner     | Els nens salvatges | Guanyador |
| Àlex Brendemühl | El bosc            | Nominat   |
| Nil Cardoner    | Fènix 11·23        | Nominat   |
| Àlex Casanovas  | Fènix 11·23        | Nominat   |

### Millor actriu secundària
| Actriu       | Pel·lícula            | Resultat   |
| ------------ | --------------------- | ---------- |
| Candela Peña | Una pistola a cada mà | Guanyadora |
| Aina Clotet  | Els nens salvatges    | Nominada   |
| Clara Segura | Els nens salvatges    | Nominada   |
| Ana Wagener  | Fènix 11·23           | Nominada   |

### Millor actor secundari
| Actor            | Pel·lícula            | Resultat  |
| ---------------- | --------------------- | --------- |
| Eduard Fernández | Una pistola a cada mà | Guanyador |
| Francesc Orella  | Els nens salvatges    | Nominat   |
| Pere Ponce       | El bosc               | Nominat   |
| Lluís Villanueva | Fènix 11·23           | Nominat   |

### Millor fotografia
| Fotògraf        | Pel·lícula         | Resultat  |
| --------------- | ------------------ | --------- |
| Óscar Faura     | The Impossible     | Guanyador |
| Kiko de la Rica | Blancaneu          | Nominat   |
| Sergi Gallardo  | Els nens salvatges | Nominat   |
| David Omedes    | The Pelayos        | Nominat   |

### Millor música original
| Compositor             | Pel·lícula                         | Resultat  |
| ---------------------- | ---------------------------------- | --------- |
| Alfonso de Vilallonga  | Blancaneu                          | Guanyador |
| Lluís Llach            | Jordi Dauder, la revolució pendent | Nominat   |
| Zacarías M. de la Riva | Les aventures de Tadeu Jones       | Nominat   |
| Marc Vaíllo            | Orson West                         | Nominat   |

### Millor muntatge
| Muntador                      | Pel·lícula     | Resultat   |
| ----------------------------- | -------------- | ---------- |
| Elena Ruiz i Bernat Vilaplana | The Impossible | Guanyadors |
| Fernando Franco               | Blancaneu      | Nominat    |
| David Gallart                 | REC 3: Gènesi  | Nominat    |
| Bernat Vilaplana              | El bosc        | Nominat    |

### Millor direcció artística
| Direcció artística | Pel·lícula    | Resultat  |
| ------------------ | ------------- | --------- |
| Alain Bainée       | Blancaneu     | Guanyador |
| Gemma Fauria       | REC 3: Gènesi | Nominada  |
| Balter Gallart     | The Pelayos   | Nominat   |
| Irene Montcada     | El bosc       | Nominada  |

### Millors efectes especials / digitals
| Candidats                                     | Pel·lícula                   | Resultat  |
| --------------------------------------------- | ---------------------------- | --------- |
| José María Aragonés                           | Les aventures de Tadeu Jones | Guanyador |
| Reyes Abades i Ferran Piquer                  | Blancaneu                    | Nominats  |
| David Ambit, Patricia Reyes i Àlex Villagrasa | REC 3: Gènesi                | Nominats  |
| Cesc Biénzobas i Joan Amer                    | El bosc                      | Nominats  |

### Millor so directe
| Candidats                                    | Pel·lícula                   | Resultat   |
| -------------------------------------------- | ---------------------------- | ---------- |
| Oriol Tarragó i Marc Orts                    | The Impossible               | Guanyadors |
| Carlos Faruolo, Kiku Vidal i Jaime Fernández | Les aventures de Tadeu Jones | Nominats   |
| Xavi Mas, Gabriel Gutiérrez i Marc Orts      | REC 3: Gènesi                | Nominats   |
| Albert Manera, James Muñoz i José A. Manovel | Llums vermells               | Nominats   |

### Millor curtmetratge
| Curtmetratge           | Direcció       | Resultat   |
| ---------------------- | -------------- | ---------- |
| La Luisa no és a casa  | Celia Rico     | Guanyadora |
| Cartas desde la locura | Xavi Puebla    | Nominada   |
| Coup de grâce          | Clara Van Gool | Nominatda  |
| Elefante Escrit        | Pablo Larcuen  | Nominatda  |

### Millor vestuari
| Candidats                | Pel·lícula            | Resultat  |
| ------------------------ | --------------------- | --------- |
| Paco Delgado             | Blancaneu             | Guanyador |
| Elena Ballester          | Any de Gràcia         | Nominada  |
| María Gil i Sonia Segura | El bosc               | Nominades |
| Anna Güell               | Una pistola a cada mà | Nominada  |

### Millor maquillatge i perruqueria
| Maquillador                   | Pel·lícula     | Resultat   |
| ----------------------------- | -------------- | ---------- |
| David Martí i Montse Ribé     | The Impossible | Guanyadors |
| David Ambit i Patricia Reyes  | REC 3: Gènesi  | Nominats   |
| Fermín Galán i Sylvie Imbert  | Blancaneu      | Nominats   |
| Saturnino Merino i Alma Casal | El bosc        | Nominats   |

### Millor direcció de producció
| Direcció de producció | Pel·lícula        | Resultat  |
| --------------------- | ----------------- | --------- |
| Eduard Vallès         | The Pelayos       | Guanyador |
| Josep Amorós          | Tengo ganas de ti | Nominat   |
| Ander Sistiaga        | El bosc           | Nominat   |
| Anna Vilella          | Fènix 11·23       | Nominat   |